# Sarcoptes scabiei
Sarcoptes scabiei, în limba română sarcoptul râiei, este un parazit care își sapă galerii în piele provocând apariția scabiei (râiei). Acesta nu infectează numai omul, ci și animalele domestice: pisicile, câinii, iar dintre cele sălbatice: mistrețul, vombatidele, koala și maimuțele. Specia Sarcoptes scabiei, varietatea hominis, a fost descoperită de biologul italian Diacinto Cestoni, în secolul XVII.

## Descriere
Adulții parazitului Sarcoptes scabiei sunt sferici sau ovali, aplatizați dorso-ventral, cu partea dorsală convexă. Corpul este acoperit cu spini. Femelele au o lungime de 0,3-0,45 mm și o lățime de 0,25-0,35 mm, iar masculii sunt de două ori mai mici. Ei sunt orbi.

## Modul de viață și omul
Sarcoptul râiei sapă galerii cu ajutorul pedipalpilor și al picioarelor. Pentru aceasta, picioarele sunt prevăzute cu cârlige și căngi. Pedipalpii sunt folosiți nemijlocit la săparea galeriilor, iar picioarele - la fixarea acarianului în straturile pielii. Activitatea acestui parazit cauzează prurit (mâncărime) în regiunea afectată. În plus, prezența ouălor produce o reacție alergică masivă, care, la rândul său, intensifică mâncărimea. Deși durata lor de viață este de numai circa 3-4 săptămâni, iar pacienții rareori prezintă mai mult de o duzină de acarieni, chiar și acest număr redus poate provoca o mâncărime chinuitoare, mai ales pe timp de noapte. Leziunile formate în urma scărpinatului predispun pielea, și întregul organism, la infectarea cu diferite bacterii patogene. Aceasta poate duce la apariția eczemei și a streptodermiei. 

Transmiterea bolii se produce prin contact direct cu persoanele infectate. De aceea, zonele cele mai afectate sunt mâinile, însă sarcoptul scabiei poate fi prezent pe toată suprafața corpului.

## Prezența parazituluiSarcoptes scabieila animale
Sarcoptes scabiei poate afecta și alte mamifere, în special cele domestice. De exemplu, acesta este frecvent întâlnit la porci. Afecțiunea diminuează semnificativ creșterea și dezvoltarea animalelor. De obicei, porcii mor în 5 zile, în condiții de fermă. În situația când sarcoptul râiei este prezent la o turmă întreagă, este foarte dificil sǎ fie dezinfectatǎ. La câini sau pisici, acesta provoacă năpârlirea patologică, însoțită de roșeață, uscăciune, răni. La păsări, acesta poate fi găsit în special pe picioare, producând erupții cutanee.

## Ciclul de viață
Femelele adulte depun 2-3 ouă pe zi în galeriile săpate în piele. Ouăle sunt ovale, de 0,1-0,15 milimetri diametrul. Larvele, având trei perechi de picioare, eclozează după 3-10 zile de la depunerea ouălor. Ele se deplasează spre suprafața pielii urcându-se în foliculul părului. După năpârlire, larvele se transformă în nimfe, deja cu patru perechi de picioare. Nimfele, de asemenea, după năpârlire se transformă în adulți, cu câteva deosebiri în funcție de sex. Femelele, fiind mai mari, trec prin mai multe etape de năpârlire decât masculii. Împerecherea are loc doar o singură dată, însă femela devine fertilă pentru tot restul vieții ei (1-2 luni), având capacitatea să depună ouă pe parcursul întregii vieți. Masculii adulți trăiesc în medie 3-4 săptămâni. 